# Podobwód Końskie Armii Krajowej

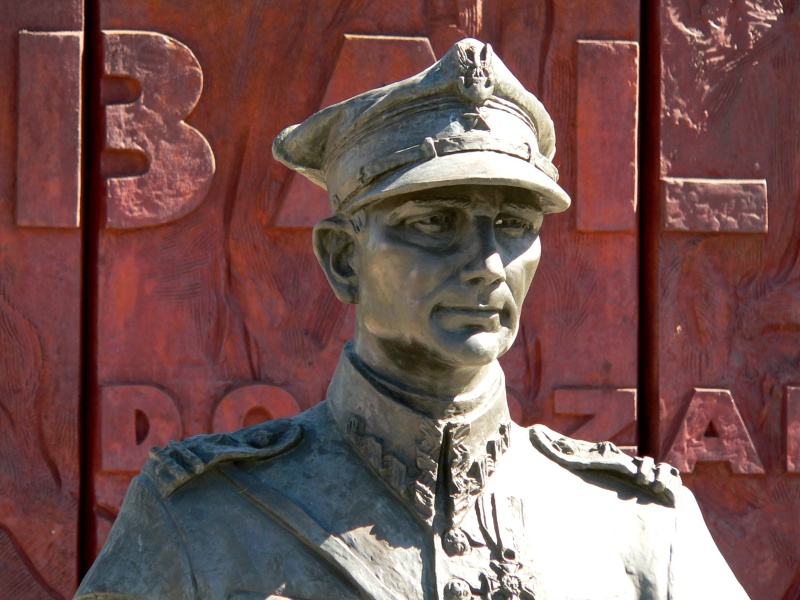
Końskie (pomnik „Hubala", bohatera regionu)

Podobwód Końskie – jednostka partyzancka Związku Walki Zbrojnej, a następnie Armii Krajowej. Operowała na terenie gminy Końskie.
Podobwód ten wchodził w skład Obwodu Końskie Inspektoratu Starachowice Okręgu Radom-Kielce („Jodła”) AK. Kryptonim „Bug”.
Od 1940 komendantem podobwodu był Józef Wyrwa ps. „Furgalski” (1898–1970), który w 1942 został komendantem Narodowych Sił Zbrojnych na powiat konecki.